# Folsomia dovrensis
Folsomia dovrensis är en urinsektsart som beskrevs av Arne Fjellberg 1976. Folsomia dovrensis ingår i släktet Folsomia, och familjen Isotomidae. Arten är reproducerande i Sverige.